# Греко, Даниэле
Даниэ́ле Гре́ко (итал. Daniele Greco; 1 марта 1989, Нардо) — итальянский легкоатлет, чемпион Европы в помещении в тройном прыжке.

## Карьера
В 2009 и 2010 годах Даниэле принимал участие в европейских и международных соревнованиях, но ни разу не смог преодолеть квалификацию. Также в 2009 Греко стал бронзовым призёром Средиземноморских игр и выиграл молодёжный чемпионат Европы. В 2011 году он впервые попал в финал чемпионата Европы в помещении, но стал там последним.
На Олимпиаде в Лондоне Греко в финале занял 4-е место.
В 2013 Даниэле выиграл золотую медаль чемпионата Европы в помещении.